# Len Allchurch
Len Allchurch (Swansea, 1933. szeptember 12. – 2016. november 16.) válogatott walesi labdarúgó, csatár. Testvére Ivor Allchurch szintén walesi válogatott labdarúgó.

## Pályafutása

### Klubcsapatban
1950 és 1961 között a Swansea Town labdarúgója volt. 1961 és 1969 között Angliában játszott. Négy-négy idényen át szerepelt a Sheffield United, majd a Stockport County csapatában. 1969-ben visszatért korábbi walesi csapatához, ahol 1971-ben hagyta abba az aktív labdarúgást.

### A válogatottban
1955 és 1963 között 11 alkalommal szerepelt a walesi válogatottban. Részt vett az 1958-as svédországi világbajnokságon, de mérkőzésen nem szerepelt.